# Nhuộm răng

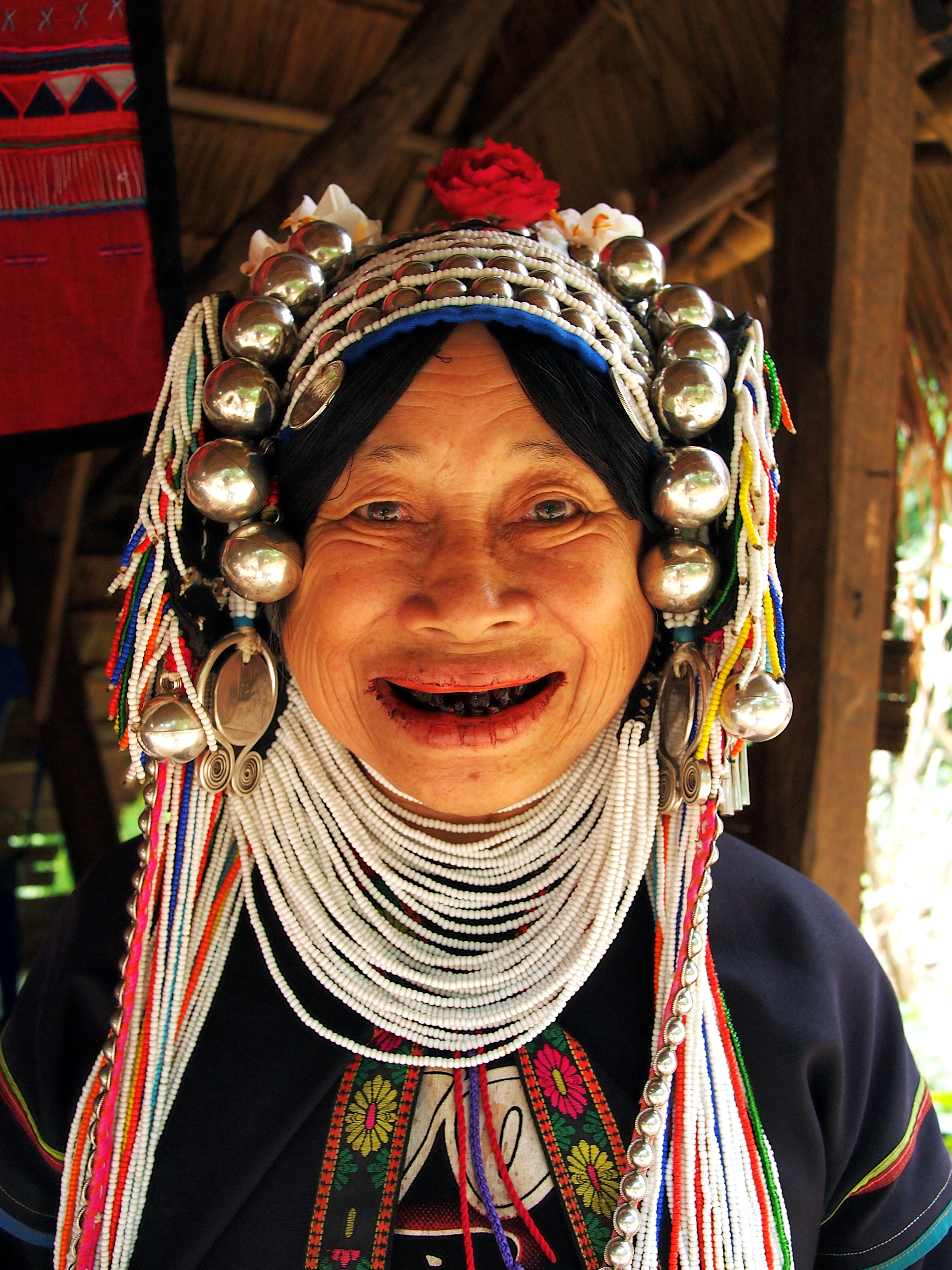
Phụ nữ dân tộc Akha (Myanmar) với hàm răng được nhuộm đen

Nhuộm răng là một trong những phong tục xưa của nền văn hóa Đông Nam Á và châu Đại Dương, đặc biệt là ở các dân tộc thuộc ngữ hệ Nam Đảo, ngữ hệ Nam Á và ngữ hệ Kra-Dai. Tập tục này cũng xuất hiện ở Nhật Bản trước thời Minh Trị, cũng như ở Ấn Độ. Ngoài ra, tục nhuộm răng còn có tại một số nhóm dân tộc thiểu số ở châu Mỹ, đáng chú ý nhất là những người Shuar ở phía bắc Peru và Ecuador.
Đối với Việt Nam, ngoài người Kinh, các dân tộc khác như Nùng, Si La, Tày, Dao đều có tục này; nhưng mỗi nơi, mỗi dân tộc đều có cách nhuộm răng khác nhau về ý nghĩa, thẩm mỹ, sức khỏe và chất liệu sử dụng trong lúc nhuộm.
Tục lệ này vẫn tồn tại ở một số nhóm dân tộc biệt lập ở Đông Nam Á và Châu Đại Dương nhưng hầu như đã biến mất sau khi các tiêu chuẩn vẻ đẹp phương Tây du nhập vào thời kỳ thuộc địa và tiếp tục trong nhiều nhóm dân tộc thiểu số ở Trung Quốc, các đảo Thái Bình Dương và Đông Nam Á. Nó chủ yếu phổ biến ở phụ nữ lớn tuổi, mặc dù tập tục này vẫn được thực hiện bởi một số phụ nữ trẻ. Đôi khi răng giả được sử dụng để làm răng đen.

## Lịch sử

### Việt Nam

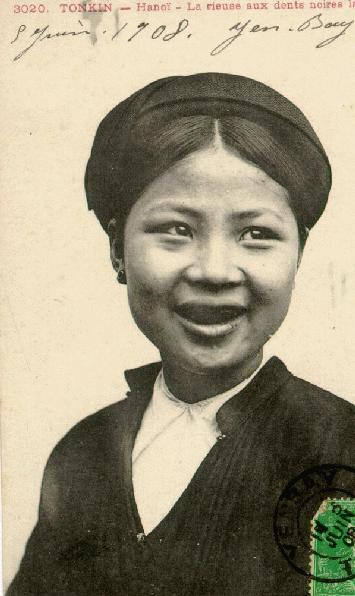
Thiếu nữ Bắc Kỳ với hàm răng đen nhánh vào đầu thế kỷ 20

Theo các truyện cổ tích Việt Nam thì từ hàng nghìn năm trước người Việt đã có tục nhuộm răng. Theo truyền thuyết Việt Nam tục này đi cùng với tục xăm mình và ăn trầu.
Khoảng vào năm 1862, khi nền văn minh Tây phương xâm nhập mạnh mẽ vào Việt Nam, và nhất là đầu những năm của thế kỷ 20, phong tục này mới bị mai một đi mất

### Nhật Bản

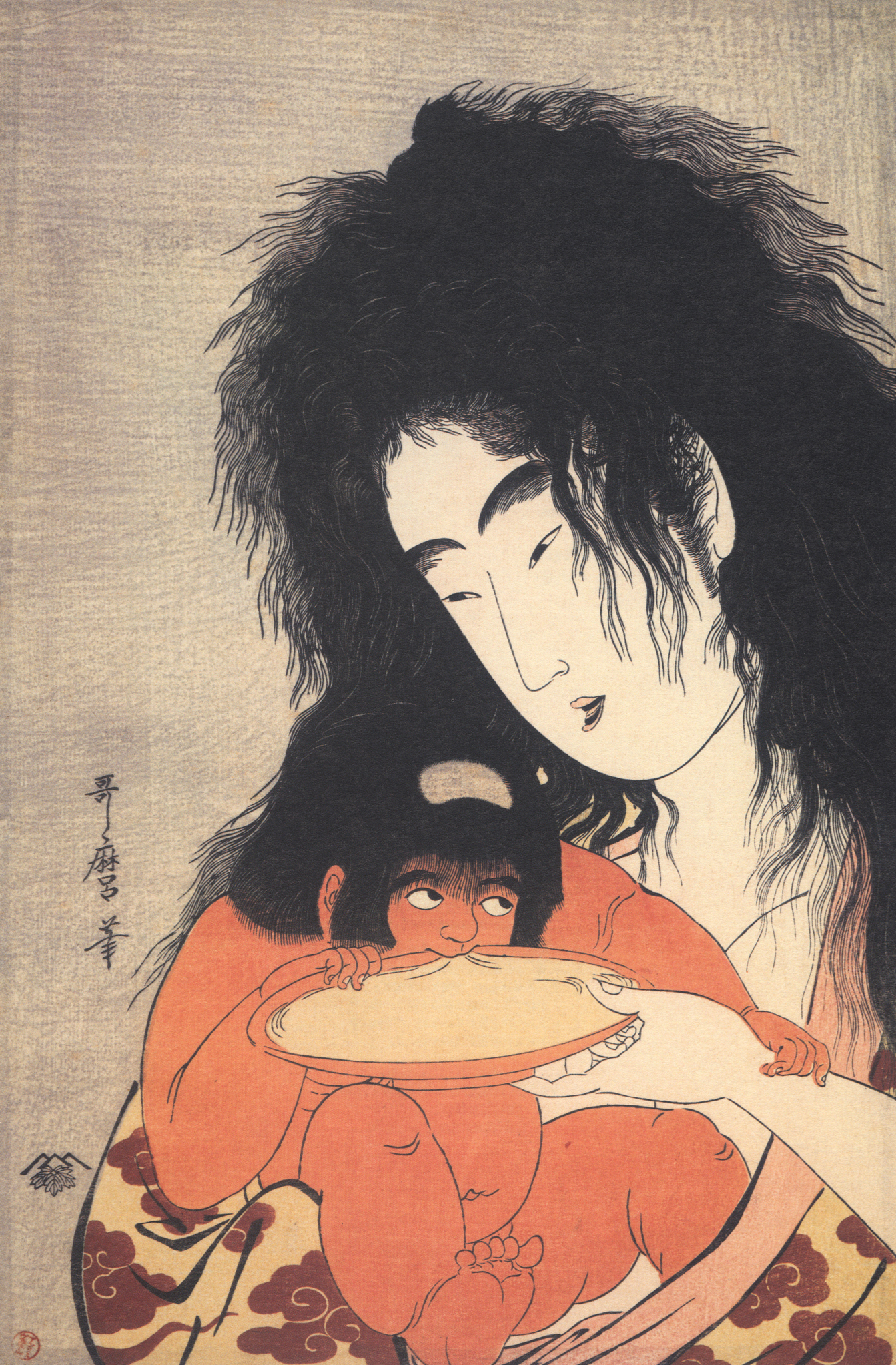
Tranh mộc bản Ukiyo-e với nhân vật có hàm răng đen

Tại Nhật Bản, tục nhuộm răng đen gọi là Ohaguro (お歯黒?, âm Hán Việt: xỉ hắc). Lối trang sức này thường dành cho phụ nữ đã có chồng nhưng nam giới cũng theo, coi như một cách ngừa sâu răng tương tự như chất trám răng của nha khoa hiện đại. Tục này cũng được nhắc đến trong Truyện kể Genji.
Vào cuối thời Heian, tục nhuộm răng khá phổ biến trong giới quý tộc. Nam giới và con gái đến tuổi dậy thì đều theo. Ngoài ra Gia tộc Taira và các võ sĩ samurai thì đến các đền chùa xin nhuộm răng và vẽ lông mày. Hoàng tộc Nhật Bản giữ lệ nhuộm răng đen cuối thời đại Edo mới bỏ.
Sau thời kỳ Edo, lệ này chỉ có một số người theo như nam giới quý tộc, phụ nữ có chồng. Gái mại dâm và geisha cũng giữ tục nhuộm răng. Đối với dân quê tục nhuộm răng được gắn liền với việc hiếu hỷ (lễ cưới, đám tang).
Ngày 5 Tháng Hai năm 1870, triều đình Nhật Bản ra lệnh cấm tục nhuộm răng nên lệ này mai một dần đến hết thời Minh Trị. Sang triều Taisho thì gần như mất hẳn.
Nhật Bản ngày nay không còn tục nhuộm răng nhưng trong các phim kịch và sách truyện lịch sử vẫn còn nhắc đến. Ngoài ra giới geisha đôi khi còn thực hiện nên khách ghé hanamachi (xóm làng chơi) thỉnh thoảng vẫn còn thấy người răng đen.

### Thái Lan
Trước đây, một người phụ nữ Thái (Xiêm) được xem là đẹp khi có sự hài hòa về trang phục và trang sức. Họ quấn khăn, mặc váy và đặc biệt hàm răng phải được nhuộm đen óng ánh. Nhuộm răng là bảo vệ hàm răng của mình. Từ thói quen ăn trầu, tục nhuộm răng là cách để giữ cho răng bền, hạn chế các bệnh về răng miệng.
Ngày xưa người Xiêm biết nhuộm răng đen từ rất sớm, tập tục xuất hiện trong các thời kỳ lập nên vương quốc Sukhothai, Lanna và Ayutthaya thông qua tục ăn trầu. Tục nhuộm răng cũng đánh dấu ngưỡng cửa bước vào cuộc đời trưởng thành của người Xiêm nên chất liệu sử dụng trong lúc nhuộm răng là để cho răng đẹp, chắc, bền và tránh sâu răng. Cả nam lẫn nữ Xiêm La đều biết nhuộm răng. Cách nhuộm răng của họ cũng rất độc đáo. Đầu tiên, họ làm sạch răng bằng cách dùng miếng cau chà sát nhiều lần. Sau đó, họ nướng lưỡi dao cùn trong than hồng cho nóng, rắc bột cánh kiến lên sao cho cánh kiến nóng chảy ra. Tiếp tục chờ cho bột cánh kiến nguội bớt mới lấy phần nhựa đó quệt vào răng nhiều lần sao cho bao bọc toàn bộ hàm răng. Trong vòng 7 đến 10 ngày sau khi nhuộm răng, họ sẽ kiêng không ăn uống nóng, không nhai đồ ăn cứng. Khi màu răng chuyển sang màu ngà vàng, trai gái sẽ tiếp tục nhuộm đen bằng nhựa cây bồ hòn. Hình ảnh người Thái có hàm răng đen cũng xuất hiện trong phim Tình người duyên ma. Ngày nay, hầu như người Thái vùng nông thôn và nhất là người già hay các dân tộc thiểu số còn giữ tập tục nhuộm răng đen như người Akha, người Lật Túc,...

## Kỹ thuật nhuộm răng ở Việt Nam

### Thời gian nhuộm

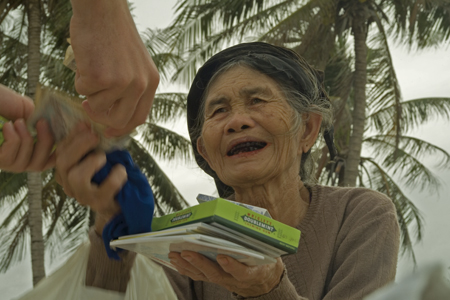
Một bà lão răng nhuộm đen vào đầu thế kỷ 21 khi tập tục này chỉ còn thấy ở giới cao niên

Trong những tập tục của người Việt, khi trẻ con thay răng sữa, nếu là răng hàm dưới thì vứt răng xuống gầm giường, còn trên thì vứt lên mái nhà và hô 3 tiếng cho "ông thiêng" cho nó tha đi để mà mau mọc răng.
Người ta chỉ nhuộm răng sau khi đã thay toàn bộ răng sữa, thời gian đó là thích hợp nhất để nhuộm vì lúc ấy răng còn non, độ thấm của thuốc nhuộm dễ gắn chặt vào men và ngà răng hơn. Người bình dân thường nhuộm theo phương pháp đơn giản, nhưng người giàu có hay quan lại lại nhuộm răng theo nhiều lối cầu kỳ với những phương pháp gia truyền khác nhau.
Với bà thầy Thại, một người nhuộm răng nổi tiếng ở Huế, mỗi đợt nhuộm là 15 người ăn ở luôn tại nhà trong thời gian nửa tháng. Buổi chiều "bà thầy" cho người đang nhuộm leo lên một đồi nhỏ trong làng, há miệng to để gió thổi vào cho thuốc nhuộm mau khô. Thuốc nhuộm răng của bà thầy Thại nổi tiếng vang khắp cả một vùng Trung kỳ, đại lý thuốc của bà có ở chợ Đông Ba, Quảng Trị, Đông Hà vào đến Quảng Nam, Quảng Ngãi...

### Thành phần thuốc nhuộm
Thuốc nhuộm răng gồm các thành phần căn bản như sau:
- Bột nhựa cánh kiến
- Nước cốt chanh
- Phèn đen
- Nhựa của gáo dừa.

### Cách nhuộm
- Người Si La có tục nhuộm răng phổ biến nhưng nam giới nhuộm răng đỏ còn nữ nhuộm đen.  Lưu trữ ngày 23 tháng 12 năm 2004 tại Wayback Machine
- Phần viết về người Dao có đoạn: "Người Dao nhuộm răng đơn giản bằng nước vắt của lá cây mơ tam thể hoặc lá cây mơ lông. Cách này có độ bền kém cho nên thường phải nhuộm lại luôn."  Lưu trữ ngày 23 tháng 2 năm 2005 tại Wayback Machine
- Đối với người Kinh, cách nhuộm răng được miêu tả như sau:

Khởi đầu, miệng và răng phải được làm vệ sinh thật sạch cho đến khi lấy tay sờ vào thân răng phải trơn láng mới được.
Trong ba ngày đầu phải đánh răng, xỉa răng bằng vỏ cau khô với than bột trộn với muối bột. Một ngày trước khi nhuộm phải nhai ngậm chanh hoặc hạnh, súc miệng bằng rượu trắng pha nước chanh để lớp men răng "mềm" đi, axit của chanh sẽ bào mòn tạo thành những vệt lõm sần sùi trên men răng. Thời gian này là thời gian đau đớn nhất cho người nhuộm vì răng, môi, lưỡi, lợi và niêm mạc trong vòm họng sưng tấy, răng lung lay như muốn rụng. Thuốc nhuộm răng bằng nhựa cánh kiến được điều chế trước đó 7–10 ngày theo đúng công thức với tỷ lệ bột nhựa cánh kiến và nước cốt chanh tùy theo mỗi người, chất sền sệt đó được trét lên một mảnh vải thô trắng hay lụa. Người ta trét lên lá dừa, cau hay lá ngái sau đó mới áp lên hai hàm răng. Việc áp thuốc nhuộm răng được thực hiện vào sau buổi ăn chiều, đến giữa đêm sẽ được thay bằng một miếng áp mới.
Đến sáng sẽ gỡ ra lớp nhựa sơn mới phủ lên đêm trước. Sau đó phải súc miệng bằng nước mắm, có nơi dùng nước dưa chua, để thải hết chất thuốc còn sót lại. Người nhuộm răng phải ngậm miệng suốt đêm, tránh để miếng thuốc nhuộm bong ra, phải làm như vậy mỗi đêm 2 lần trong 7 đêm. Khoảng thời gian đó người nhuộm răng chỉ được nuốt chửng thức ăn chứ không được nhai. Khi thấy răng có màu đỏ già (màu của cánh kiến) thì việc nhuộm răng sẽ bước qua giai đoạn 2 là giai đoạn nhuộm đen răng bằng cách phết dung dịch bôi đen lên răng. Thuốc bôi đen là hỗn hợp phèn đen trộn với nhựa cánh kiến, dung dịch này được phết trong 2 ngày.
Phải súc miệng bằng một thứ thuốc gọi là thuốc xỉa nước. Giai đoạn cuối cùng là cố định bằng nhựa của gáo dừa được đốt hay nấu chảy, chất nhựa này tạo thành một lớp men trên thân răng gọi là "giết răng". Khi hoàn tất giai đoạn này người nhuộm răng sẽ có một hàm răng đen bóng như hột mãng cầu.
Được bảo vệ cẩn thận răng nhuộm có thể giữ màu đen bóng 20, 30 năm. Muốn cho hàm răng lúc nào cũng đen nhánh thì độ một năm lại nhuộm bồi thêm một lớp. Răng không được chăm sóc sẽ bị phai màu, loang lổ gọi là "răng cải mả", trông không đẹp.

## Dân tộc Kinh
Tục ngữ Việt có câu "cái răng cái tóc là góc con người" nên hàm răng đen ngày trước là tối quan trọng, không kém gì mái tóc. Tục nhuộm răng cũng đánh dấu ngưỡng cửa bước vào cuộc đời trưởng thành của mỗi người. Người nào không nhuộm răng thì dư luận cho là người không đứng đắn. Trong một xã hội cổ truyền vốn coi trọng sự suy xét của cộng đồng nói chung thì câu "răng trắng như răng chó" là có ý chê trách. Răng đen cũng là một đặc điểm khác biệt giữa người Việt và người Tàu nên còn có câu: "răng trắng như răng Ngô".
Tục nhuộm răng đối với người Việt thường gắn liền với tục ăn trầu tuy hai tập tục này là hai khía cạnh khác nhau về xã giao và đoàn kết. 

### Truyền thuyết
Theo các truyện cổ tích Việt Nam thì từ hàng nghìn năm trước người Việt đã có tục nhuộm răng. Theo truyền thuyết Việt Nam tục này đi cùng với tục xăm mình và ăn trầu. Sứ thần của nước Văn Lang đã trả lời vua nhà Chu (Trung Quốc) về tục ăn trầu rằng: "Người Việt có tục ăn trầu để khử mùi ô uế và nhuộm cho răng đen...". Nhưng Đại Việt Sử Ký Toàn Thư chỉ ghi lại lời vua Hùng về tục xăm mình, còn tục nhuộm răng không thấy.
Theo Lịch sử Việt Nam (tập 1, Nhà xuất bản Khoa Học Xã hội, 1971, trang 48) có đoạn: "Về thời Hùng Vương, ai cũng xăm mình. Ai cũng búi tóc hoặc cắt tóc ngắn. Ai cũng thích đeo hoa tai và nhiều vòng tay. Người ta nhuộm răng, ăn trầu".
Trong bài hịch của vua Quang Trung khi kéo quân ra Bắc đánh giặc nhà Thanh vào năm 1789 có câu liên quan đến tục nhuộm răng vì đây là một tập tục quan trọng trong văn hóa người Việt.
Đánh cho để dài tóc
Đánh cho để đen răng
Đánh cho nó chích luân bất phản
Đánh cho nó phiến giáp bất hoàn...

### Thợ nhuộm răng

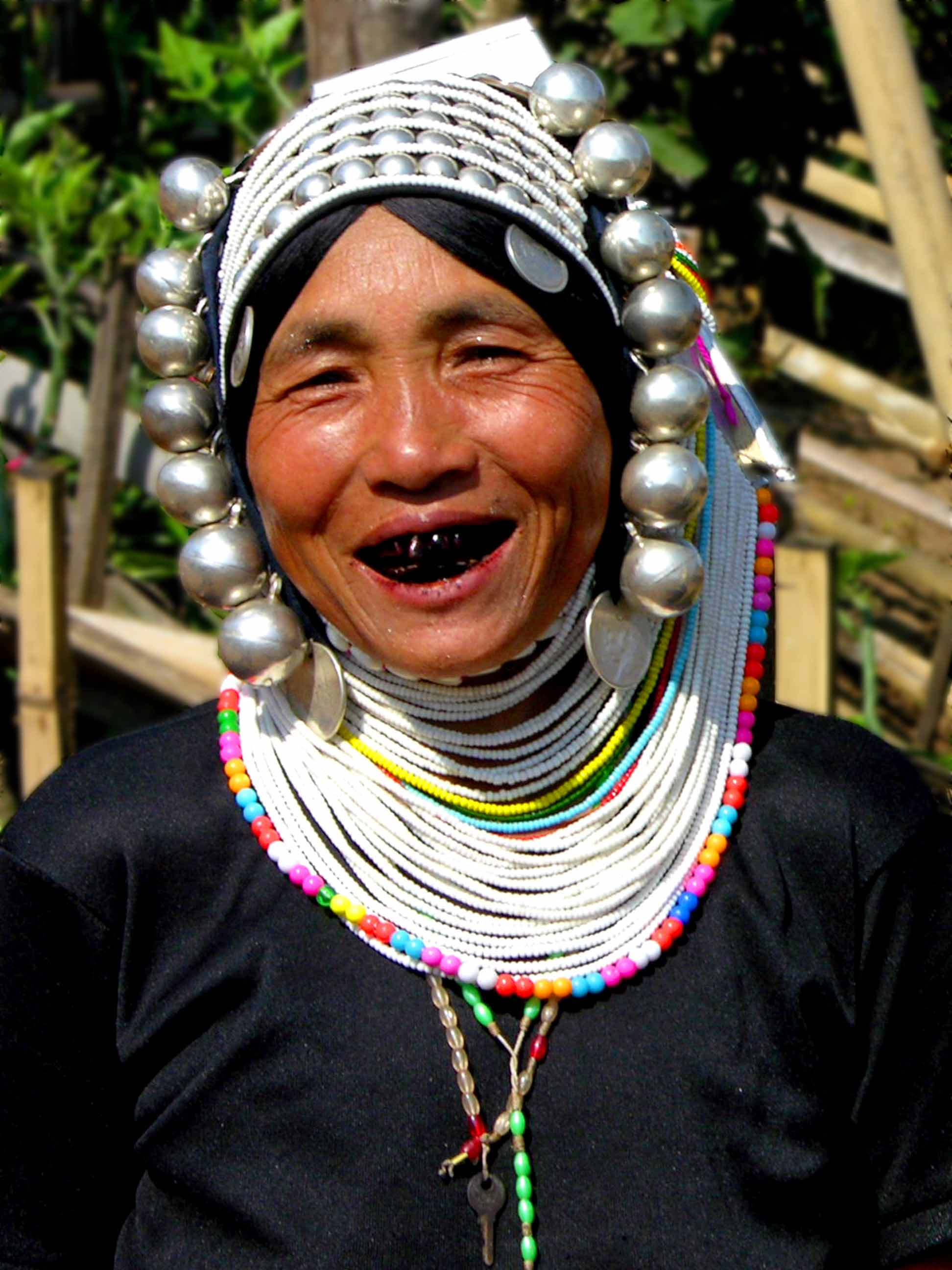

Tục nhuộm răng có từ thuở xa xưa, nhưng chỉ thông dụng ở miền Trung và miền Bắc Việt Nam. Khi lên mười ba, mười bốn tuổi, mọi người đều thích nhuộm răng. Việc nhuộm răng trải qua nhiều giai đoạn, kéo dài từ một đến hai tuần và những thứ thuốc gia truyền thường được xem như một thứ gia bảo, người ngoài khó biết được công thức pha chế.
Ở nông thôn có người nhuộm răng gọi là "thầy", ông ta đi từ làng này sang làng khác để hành nghề. Ở Huế lại có các "bà thầy" nhuộm răng thường hành nghề cố định trong các chợ, như chợ Đông Ba có đến 5, 6 người hành nghề này. Họ có một cái sạp ngay giữa chợ, các chợ nhỏ như chợ Bến Ngự, chợ Bao Vinh, chợ An Cựu cũng có một đến hai "bà thầy" nhuộm răng.
Ở kinh đô Huế có bà thầy vừa hành nghề nhuộm răng vừa sản xuất thuốc nhuộm, thuốc xỉa... Muốn nhuộm răng phải ghi tên và đặt tiền cọc trước, có khi mất cả hàng tháng mới được nhuộm.

### Văn chương
Trong văn chương thì tục nhuộm răng và răng đen của người phụ nữ được ca ngợi tôn vinh như một nét đẹp không thể thiếu được.
Răng đen ai nhuộm cho mình
Cho duyên mình đẹp, cho tình anh say? (Ca dao)
Răng đen là nét đáng yêu được xếp vào hàng thứ tư trong cái duyên của người con gái. Trong bài "Mười thương" của ca dao Việt Nam có đoạn:
Một thương tóc bỏ đuôi gà,
Hai thương ăn nói mặn mà có duyên,
Ba thương má lúm đồng tiền,
Bốn thương răng nhánh hạt huyền kém thua
Và để hấp dẫn, để sửa soạn, để trang điểm người con gái bao giờ cũng rất chú trọng đến hàm răng đen gợi cảm của mình:
Lấy chồng cho đáng tấm chồng,
Bõ công trang điểm má hồng răng đen. (Ca dao)
Và:
Năm quan mua lấy miệng cười
Mười quan chẳng tiếc, miệng người răng đen.(Ca dao)
Còn trong bài thơ "Bên kia sông Đuống" của Hoàng Cầm thì:
...Những cô hàng xén răng đen
Cười như mùa thu toả nắng...
Trong thành ngữ Việt Nam cũng có nhắc đến phong tục này 
Con gà tốt mã về lông,
Răng đen về thuốc, rượu nồng về men

## Sự suy tàn của tục nhuộm răng

### Việt Nam
Tục nhuộm răng là một nét văn hóa để phân biệt với các tộc người khác. Hầu như tất cả người dân Việt Nam từ kẻ nghèo cho đến người giàu, từ giai cấp nông dân cho đến giới quan lại, điền chủ, hoàng thân quốc thích, vua chúa ai ai cũng nhuộm răng.
Khoảng vào năm 1862, khi nền văn minh Tây phương xâm nhập mạnh mẽ vào Việt Nam, và nhất là đầu những năm của thế kỷ 20, nhiều phụ nữ đã để răng trắng hay cạo hàm răng đen được nhuộm từ thuở mới thay răng để trở thành người phụ nữ mới nhằm tham gia vào công cuộc cải cách xã hội, phong trào nữ quyền, giải phóng,...; những phong trào này phát triển rầm rộ trong thời đại canh tân. Thuở ấy trong xã hội có hai phái kình chống nhau kịch liệt, một nhóm cho rằng để răng trắng, hớt tóc là bè lũ theo Tây, làm me Tây...; còn nhóm kia thì cho rằng tóc củ hành, răng đen, áo the quần vải là hủ lậu, kém văn minh... Thời đó, người ta chỉ đánh giá bề ngoài mà không chú trọng nhân cách, tư tưởng ở bên trong. Đấy là giai đoạn đánh dấu sự suy tàn của tục nhuộm răng ở Việt Nam.
Răng đã nhuộm đen sau đem cạo trắng thường không trắng hẳn mà có màu xám/đen lờ lợ không đều. Tiếng Việt cũng dùng từ ngữ "răng cải mả" giống như loại răng đen mà để phai để gọi hàm răng không mấy đẹp này.

## Liên kết
- Bách khoa toàn thư văn hóa Việt
- Ảnh chụp một người già đã nhuộm răng thuở trước ở Bắc Ninh
- Tục nhuộm răng của người Việt xưa[liên kết hỏng]
- Tục nhuộm răng của người Việt Nam - (Vietsciences-Hồ Đắc Duy)
- Răng đen hột huyền